# Єрмакович Олександр Володимирович
Олександр Єрмакович (біл. Аляксандр Уладзіміравіч Ермаковіч, нар. 21 січня 1975) — білоруський футболіст, що грав на позиції півзахисника. По завершенні ігрової кар'єри — тренер. З 2013 року очолює тренерський штаб команди БАТЕ.

## Ігрова кар'єра
Народився 21 січня 1975 року. Вихованець лунинецької ДЮСШ та мінського РУОРа. Перші тренери - Михайло Миколайович Олешкевич і Юрій Антонович Пишнік. Професійну кар'єру в амплуа півзахисника починав в мінському «Динамо-2». Потім були чотири роки в складі столичної «Атаки» (1993-1997). Наприкінці 1997 року, після розвалу «Атаки», разом з іншими гравцями перейшов в борисовський БАТЕ, де виступав одинадцять років - до осені 2008 року. З плином часу став лідером і капітаном команди. Довгий час грав в опорній зоні в зв'язці з Дмитром Ліхтаровичем. Останній матч в кар'єрі провів в Турині проти «Ювентуса» в рамках групового раунду Ліги чемпіонів-2008/09.
У 1996 році зіграв 1 матч у складі молодіжної збірної Білорусі

## Кар'єра тренера
Розпочав тренерську кар'єру відразу ж по завершенні кар'єри гравця, з 2009 року входив в тренерський штаб Віктора Гончаренка в БАТЕ, під керівництвом якого команда чотири рази ставала чемпіоном країни (2009, 2010, 2011, 2012), перемагала в Кубку (2010) і Суперкубку країни (2010, 2011, 2012), виступала в групових стадіях Ліги чемпіонів (2011/12, 2012/13) і Ліги Європи (2009/10, 2010/11), в 1/16 фіналу Ліги Європи (2010/11, 2012/13). Спочатку був тренером, а з 2012 року став старшим тренером борисовської команди.
У жовтні 2013 року, після переходу Гончаренка до краснодарської «Кубані», був призначений головним тренером БАТЕ і привів команду до золота чемпіонату країни. На старті сезону 2014 року БАТЕ виграв Суперкубок Білорусі. Влітку 2014-го клуб під керівництвом Єрмаковича 4-ий раз в історії пробився в груповий турнір Ліги чемпіонів. Восени клуб в 11-ий раз виграв звання чемпіонів країни. На старті сезону 2015 року було виграно Суперкубок і Кубок Білорусі. Влітку 2015 року БАТЕ обіграв ірландський «Дандолк», угорський «Відеотон» і сербський «Партизан» і в 5-ий раз пробився в груповий турнір Ліги чемпіонів. 16 жовтня 2015 року клуб знову став чемпіоном країни. За підсумками сезону 2015 року Ермакович став найкращим тренером Білорусі. У весняній частині сезону 2016 року БАТЕ виграв Суперкубок Білорусі, а восени завоював черговий чемпіонський титул.
У січні 2015 року отримав тренерську ліцензію категорії PRO.

## Титули і досягнення

### Як гравця
- Білоруська футбольна вища ліга
  -  Чемпіон (5): 1999, 2002, 2006, 2007, 2008
  -  Срібний призер (4): 1998, 2000, 2003, 2004
  -  Бронзовий призер (1): 2001

- Кубок Білорусі
  -  Володар (1): 2005-06

- У списку 22 найкращих гравців чемпіонату Білорусі (4): 1999, 2002, 2006, 2007

### Як тренера
- Білоруська футбольна вища ліга
  -  Чемпіон (4): 2013, 2014, 2015, 2016

- Кубок Білорусі
  -  Володар (1): 2014/15

- Суперкубок Білорусі
  -  Володар (2): 2014, 2015

- Найкращий футбольний тренер Білорусі: 2015